# Jylland (fregata)
Jylland byla šroubová fregata dánského námořnictva třídy Niels Juel. Ve službě byla v letech 1862–1908. Po vyřazení byla zachována jako muzejní loď.

## Stavba

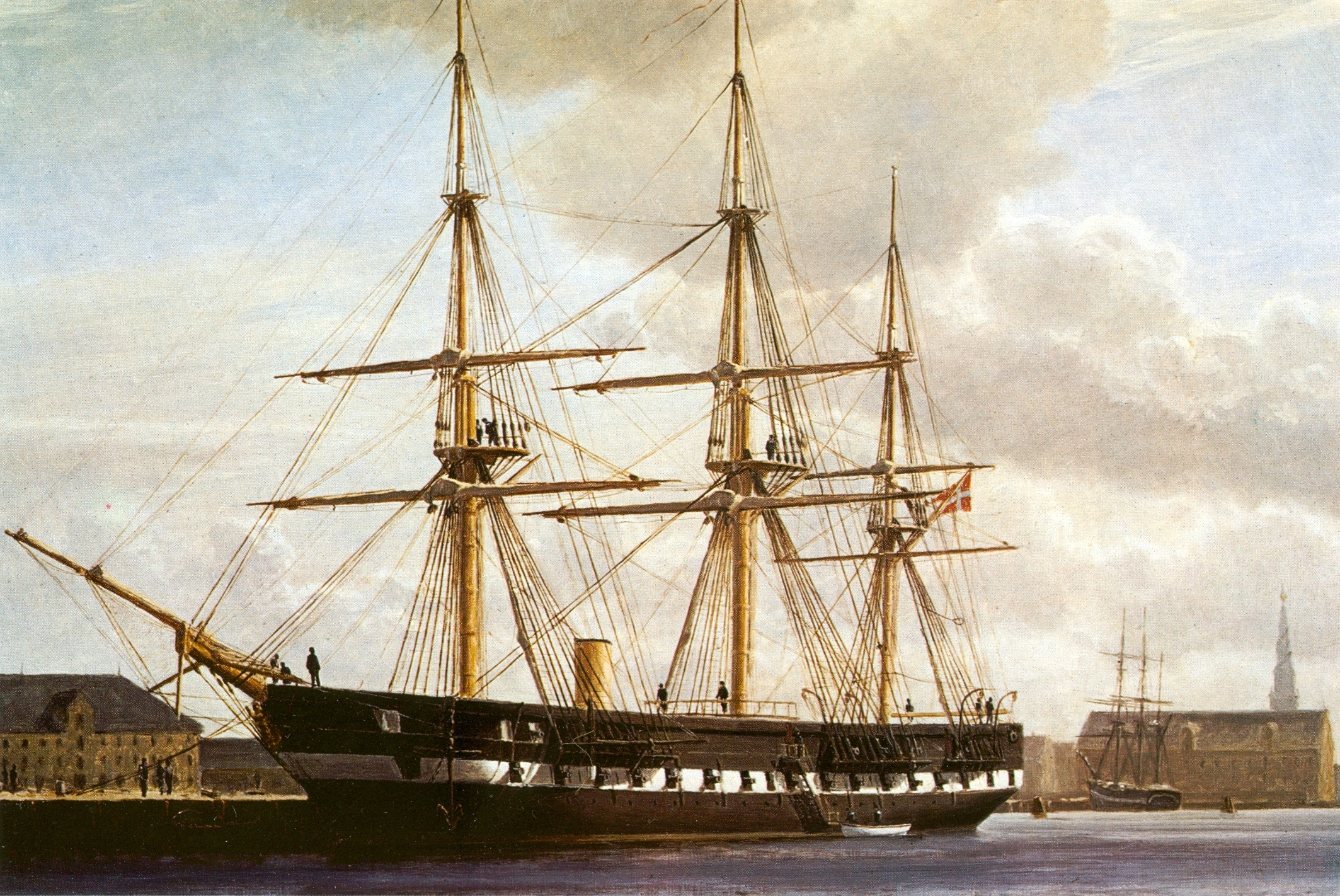
Malba zachycující fregatu Jylland v závěru její služby

Fregata byla postavena v letech 1857–1862 loděnicí v Kodani. Stavba byla zahájena 11. června 1857, dne 20. listopadu 1860 byla loď spuštěna na vodu a v květnu 1862 byla přijata do služby.

## Konstrukce
Výzbroj po dokončení představovalo čtyřicet čtyři 30liberních kanónů. Pohonný systém tvořil dvouválcový parní stroj Baumgarten & Burmeister o výkonu 1300 hp, pohánějící jeden lodní šroub. Navrhl ho W. Wain. Fregata rovněž měla takeláž. Nejvyšší rychlost dosahovala 9–11 uzlů.

## Služba

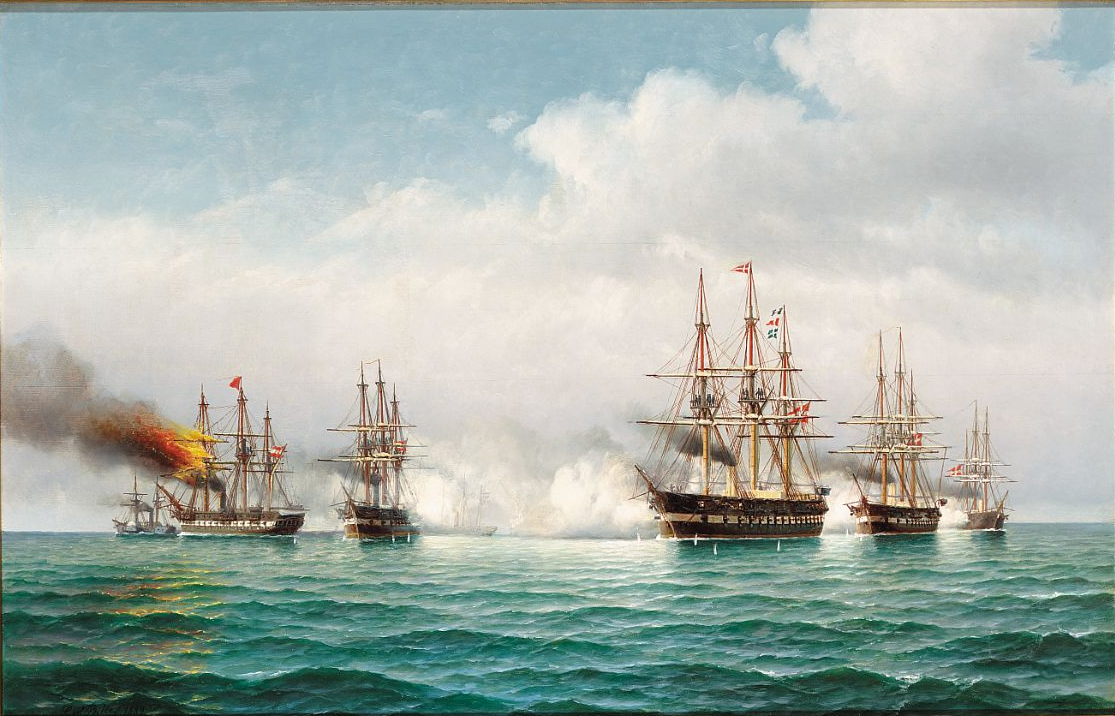
Bitva u Helgolandu na malbě z roku 1889. Jylland na v popředí vede dánskou eskadru. V pozadí hoří rakouská vlajková loď SMS Schwarzenberg

Fregata Jylland bojovala roku 1864 v druhé válce o Šlesvicko-Holštýnsko. Byla vlajkovou lodí kapitána Suensona v nerozhodném střetnutí s rakouskou eskadrou v bitvě u Helgolandu dne 9. května 1864. Roku 1892 byla loď převedena k výcviku, byl z ní odstraněn parní stroj a kotle. Ze služby byla vyřazena 14. května 1908. V roce 1960 byla umístěna jako muzejní exponát v Ebeltoftu. Náročná renovace lodi byla dokončena v roce 1994.